# Robert Costanza
Robert Costanza (Pittsburgh, 14 settembre 1950) è un economista statunitense, professore di politica pubblica presso la Crawford School of Public Policy presso la Australian National University.

## Biografia
Robert Costanza studia architettura - Assetto Urbano e Territoriale alla University of Florida laureandosi nel 1979. Nel 1982 è selezionato nel Kellogg National Fellow dove approfondisce e si distingue nel campo della conservazione dell'ambiente. Nel 1998 riceve il premio commemorativo Kenneth Boulding per i contributi eccezionali alla nascente economia ecologica. Nel 2000 consegue il dottorato onorario in scienze naturali alla Università di Stoccolma.
È stato direttore dell'Istituto per Economia Ecologica all'Università del Maryland e professore nel Centro per Scienza Ambientale, successivamente professore e direttore dell'Istituto di Economia Ecologica all'Università del Vermont.
Robert Costanza è cofondatore ed ex presidente della Società Internazionale per l'Economia Ecologica (ISEE) ed è stato capo redattore del giornale Ecological Economics fino al settembre 2002. Attualmente aiuta il comitato editoriale di questa rivista e scrive per altre otto riviste scientifiche internazionali. 
Attualmente è presidente della Società Internazionale per Salute dell'Ecosistema ed è membro del:
- Comitato di coordinamento scientifico per il progetto del centro di LOICZ del IGBP;
- Consiglio di Consulenza nazionale degli Stati Uniti EPA per politica ambientale e tecnologia (NACEPT)
- Ufficio nazionale per lo sviluppo sostenibile;
- Comitato di ricerca nazionale sul cambiamento climatico globale
- Comitato nazionale degli Stati Uniti per l'uomo ed il programma di biosfera, il comitato marino nazionale di servizio delle industrie della pesca
- Ufficio nazionale dei consiglieri della rete di capacità di carico.

## Ricerca scientifica

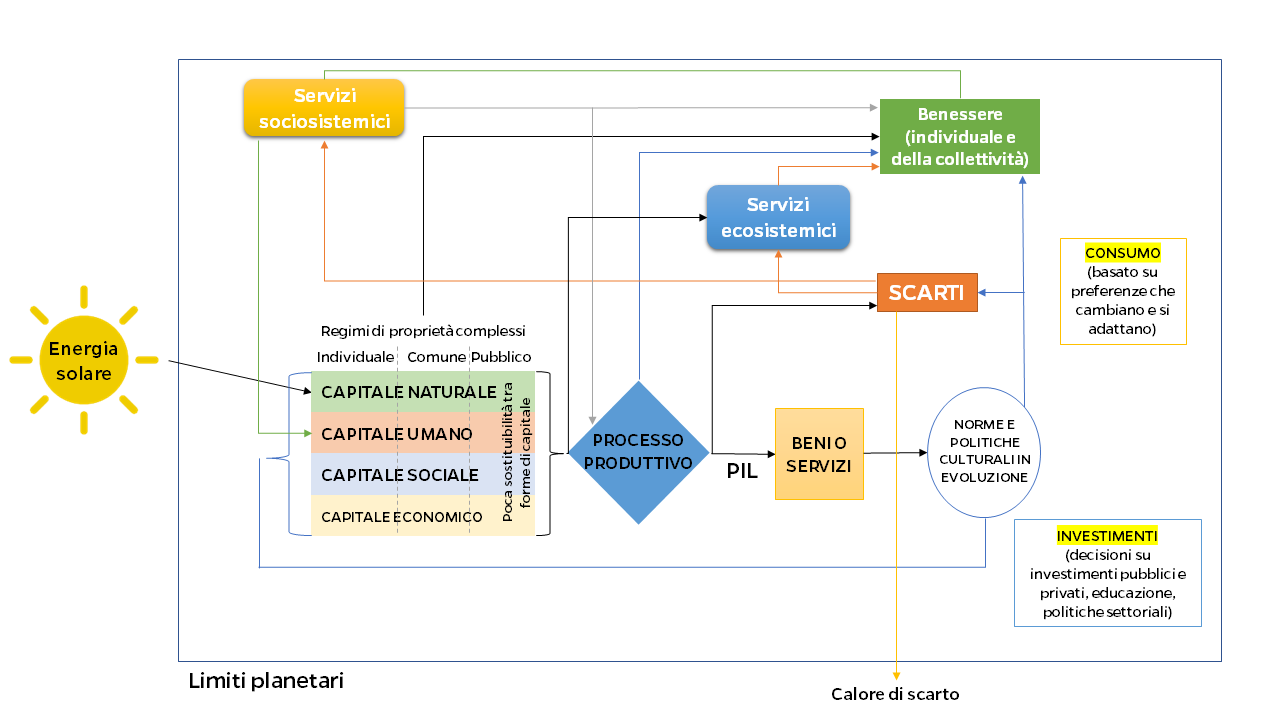
Schema del Sistema Ecologico Economico (Complesso)

La ricerca di Costanza è focalizzata sull'interfaccia fra i sistemi ecologici ed economici, specialmente alle più grandi scale temporali e spaziali. Ciò comprende la modellistica spaziale per la simulazione del paesaggio; l'analisi dell'energia e dei materiali attraverso i sistemi economici ed ecologici; valutazione dei servizi di ecosistema, della biodiversità, delle capacità di carico e del capitale naturale; ed analisi disfunzionali per incentivare sistemi e metodi per correggerli.

## Premi e riconoscimenti
- Il 23 ottobre 2024 ha ricevuto il Premio Blue Planet insieme a Piattaforma intergovernativa sulla biodiversità e i servizi ecosistemici.[1]

## Pubblicazioni
Robert Costanza è autore o coautore di 16 libri ed oltre 300 ricerche scientifiche.
Libri:
- 1991, Ecological economics: The science and management of sustainability.
- 1992, con Bryan Norton e Ben Haskell, Ecosystem health: new goals for environmental management.
- 1996, con Olman Segura e Juan Martinez-Alier, Getting down to earth: practical applications of ecological economics.
- 1997, con John Cumberland, Herman Daly, Robert Goodland e Richard Norgaard, An Introduction to Ecological Economics.
- 2000, con Tom Prugh e Herman Daly, The local politics of global sustainability.

Articoli:
- 1996, Costanza, R. Ecological economics: reintegrating the study of humans and nature. Ecological Applications 6:978-990;
- 1997, Costanza et al. The value of the world's ecosystem services and natural capital. Nature 387:253-260;
- 1998, Costanza et al. Principles for sustainable governance of the oceans. Science 281:198-199;
- 2008, Costanza, R. Current History (January 2008) An excellent six-page (including a concise chart) exposition of ecological economics.

Il lavoro di Costanza è stato citato in più di 1700 articoli scientifici dal 1987 (secondo l'indice di citazione di scienza) e più di 80 interviste e rapporti sul suo lavoro sono comparsi in varie pubblicazioni tra cui Newsweek, US News and World Report, the Economist, the New York Times, Science, Nature, National Geographic, and National Public Radio.